# Хокке, Штефан
Ште́фан Хо́кке (нем. Stephan Hocke; род. 20 октября 1983 года) — немецкий прыгун с трамплина. Олимпийский чемпион в командном первенстве.

## Карьера
С десятилетнего возраста Штефан Хокке занимался лыжным двоеборьем, в четырнадцатилетнем возрасте принял решение сфокусироваться на прыжках с трамплина.
В Кубке мира Хокке дебютировал в олимпийском сезоне 2001/02. Первые выступления немца оказались достаточно успешными. На первом в карьере этапе, который прошёл в финском Куопио 23 ноября 2001 года немец был седьмым, через неделю в Титизе-Нойштадте впервые поднялся на подиум, став третьим, а 15 декабря в швейцарском Энгельберге одержал первую и единственную в сезоне победу. Первый сезон оказался для Хокке самым успешным в карьере — он стал девятым в общем зачёте и замкнул десятку в турне четырёх трамплинов.
На Олимпиаде в Солт-Лейк-Сити Штефан выступал в личном первенстве на большом трамплине, где стал 12-м, а на том же трамплине, но уже в составе команды вместе с Михаэлем Урманом, Свеном Ханнавальдом и Мартином Шмиттом завоевал золотую медаль после того как немцы в упорной борьбе опередили на 0,1 балла финскую команду.
Следующие годы оказались для Хокке не настолько успешными, как дебютный сезон. Он нерегулярно выступал в составе сборной, иногда отправлялся во вторую сборную на Континентальный кубок. В 2007 и 2009 годах выступал на чемпионах мира, но в личных первенствах не попадал в десятку сильнейших, а в командных турнирах немцы занимали места в конце первой десятки.
В 2007 году стал двукратным чемпионом Германии, выиграв турнир на нормальном трамплине и в командном первенстве.
В декабре 2012 года объявил о завершении спортивной карьеры.